# Валарса
Валарса (итал. Vallarsa) је насеље у Италији у округу Тренто, региону Трентино-Јужни Тирол.
Према процени из 2011. у насељу је живело 1393 становника. Насеље се налази на надморској висини од 726 м.

## Становништво
| 1931. | 1936. | 1951. | 1961. | 1971. | 1981. | 1991. | 2001. | 2011. |
| ----- | ----- | ----- | ----- | ----- | ----- | ----- | ----- | ----- |
| 2.908 | 2.808 | 2.622 | 2.258 | 1.674 | 1.492 | 1.431 | 1.393 | 1.343 |